# Połomia (powiat dębicki)
Połomia (do 14 lutego 1968 Połomeja) – wieś w Polsce położona w województwie podkarpackim, w powiecie dębickim, w gminie Pilzno.

## Części wsi
| SIMC    | Nazwa         | Rodzaj    |
| ------- | ------------- | --------- |
| 0826384 | Kozłówka      | część wsi |
| 0826390 | Połomia Dolna | część wsi |
| 0826409 | Połomia Górna | część wsi |

W latach 1975–1998 miejscowość należała administracyjnie do województwa tarnowskiego.
Wierni kościoła rzymskokatolickiego należą do parafii Narodzenia Najświętszej Maryi Panny w Dobrkowie, w dekanacie Pilzno, diecezji tarnowskiej.
9 września 1943 policja niemiecka otoczyła wieś i przeprowadziła rewizję w domach, poszukując Żydów. Niemcy ujęli kilku ukrywających się i zamordowali. Zastrzelili również rodzinę Rębisiów (5 osób) za pomoc ukrywającym się Żydom. 26 sierpnia 1944 żołnierze Wehrmachtu przeprowadzili kolejną pacyfikację wsi. Niemcy zamordowali kilka osób, spalili zabudowania i wysiedlili mieszkańców.